# パパは強いな
『パパは強いな』（Slicked-up Pup、1951年9月7日）は、「トムとジェリー」の作品のひとつ。日本においては現在パブリックドメインである。

## スタッフ
- 監督 - ウィリアム・ハンナ、ジョセフ・バーベラ
- 製作 - フレッド・クインビー
- 作画 - ケネス・ミューズ、エド・バージ、レイ・パターソン、アーヴン・スペンス
- 音楽 - スコット・ブラッドリー

## 作品内容
庭で洗濯を楽しむスパイク。洗っていたのは息子・タイクの体だった。体の汚れもすっかり落ちたタイクにスパイクは日光浴がてら留守番をするよう言いつけ、出かけようとしたその時、いつものようにトムとジェリーが追いかけっこに現れる。その騒ぎに巻き込まれてしまったためにタイクは泥まみれ。怒ったスパイクはトムにタイクを綺麗にさせ、忠告する。「いいか、俺が出かけている間に息子を見張っていろ。もし少しでも汚れていたら八つ裂きにしてやるからな!」。スパイクは忠告を終えるとそのまま行ってしまう。
「なんで見張らなきゃならないんだ」と不満を抱くトムだが、少しの油断でタイクが汚れてしまう危険性を察し、仕方なくタイクを見張ることにした。
一方、それを聞いたジェリーもタイクに落書きしたり、トマトを投げつけたり、インクをかけようとしたりなど悪戯を始める。ジェリーがあの手この手でタイクを汚そうとしては、トムがそれを阻止する。そんなドタバタ劇が続く中、とんでもない偶然が重なって、（ジェリーにとっては奇跡）インク瓶を放り投げたせいで運悪くついにタイクをひどく汚してしまう。スポンジでこする程度では落ちる様子もなく、トムはタイクと同じ色のペンキを塗ってごまかそうとする。そこへまたもやジェリーの妨害に引っかかり、トムはタイクをカラフルに塗ったりタールで真っ黒にさせたりしてしまい、最早汚れを落とすどころではなくなってしまう。
さらに最悪なことにスパイクが帰って来たではないか。そこでトムはタールまみれになったタイクの体に羽毛をつけて、頭には赤い手袋をかぶせて、鶏に変装させてごまかそうとした。「息子はどこだ」とトムに尋ねるスパイク。タイクは声を出そうにも口を塞がれており助けを呼ぶことができない。咄嗟の腹話術作戦に出たトムがなんとかスパイクの目をごまかすのに成功させたところへ、タイクはその隙にトムの尻尾へ噛みつき絶叫を上げさせる。その絶叫に気づいたスパイクが駆けつける。逃げ惑うトムはタイクの汚れを洗濯機で落とそうとするが、結局はスパイクに見つかってしまう。そして、洗濯機の中から出てきたのは汚れたままのタイクだった。
怒ったスパイクはトムに洗剤と石鹸をぶち撒け、洗濯機に放り込む。洗濯機の中ではトムがクルクル回ったり、壁にぶつかったり、シャワーを浴びせられるという無残な姿が。その光景を満足そうに眺めるスパイク親子とジェリーだった。

## 登場キャラクター
トム
ジェリーを追いかけるうちにタイクを巻き添えにし、タイクの体をインクやタールで汚してしまう。汚れはなかなか落ちず、タイクを鶏に変装させごまかそうそうとしたが、最終的にスパイクにばれてしまい洗濯機へ押し込められ全身を丸洗いされてしまう。
ジェリー
タイクを汚すまいと行動するトムを妨害し、無理やりタイクをインクやタールまみれにさせる。
スパイク
タイクの体を洗った後、タイクを泥まみれにさせたトムにタイクの見張りを命じ外出する。帰宅後にトムの悲鳴を聞きつけ、タイクの体を散々に汚したトムを懲らしめた。
タイク
スパイクに体を洗ってもらい留守番をするよう言われたが、トムとジェリーによる追いかけっこの巻き添えを喰らい、自身の体はインクやタールまみれになってしまう。最後はトムの尻尾に噛みつく仕返しでとどめを刺した。

## 日本でのテレビ放映
TBS系列及び他系列で、1964年〜1990年頃まで時折放映された。その後、カートゥーン ネットワークでも放送されていたが、吹き替え版は未放送。

## DVDについて
「赤ちゃんは楽だね」「みーちゃったみーちゃった」「必殺ネズミ取り」など一部作品および日本未公開リメイク作品と同様、今作は長らくソフト化されなかったが、2013年8月21日発売のDVD『トムとジェリー どどーんと32話 てんこもりパック Vol.2』にて初収録された。
声優陣はこれまでのシリーズとほぼ同じだが、スパイク役は宝亀克寿ではなく『トムとジェリー魔法の指輪』以降でスパイクを演じた島香裕が担当している（島香は2019年7月28日に死去したため、島香がクラシック短編作品でスパイクを担当したのが今作が唯一となった）。また、今作は2016年10月20日に死去したトム役の肝付兼太がトムを演じた最後のクラシック短編作品となり、2024年11月18日に死去したジェリー役の堀絢子もジェリーを演じた最後のクラシック短編作品となった。